# Winger (zespół muzyczny)
Winger – amerykański zespół rockowy i metalowy, funkcjonujący od 1987 roku.

## Historia
Założycielem zespołu był basista Kip Winger, który wcześniej grał w zespole Alice'a Coopera. Oprócz Wingera, który był także wokalistą, zespół tworzyli gitarzysta Reb Beach, perkusista Rod Morgenstein i basista Paul Taylor. Pierwotnie grupa miała nosić nazwę „Sahara”. Zespół grał piosenki w stylu glammetalowym, który był wówczas popularny. Pierwszy album zespołu, zatytułowany Winger, został wydany przez Atlantic Records w 1988 roku. Album zajął 21. miejsce na liście Billboard 200, a piosenki „Seventeen” i „Headed for a Heartbreak” znalazły się w pierwszej trzydziestce zestawienia Hot 100. Drugi album pt. In the Heart of the Young ukazał się w 1990 roku i zajął 15. miejsce na Billboard 200, sprzedał się ponadto w milionie egzemplarzy. Pochodzący z niego singel „Miles Away” uplasował się natomiast na 12. pozycji Hot 100. Z uwagi na rosnące zainteresowanie grunge'em kosztem glam metalu album Pull z 1993 roku nie odniósł poważniejszego sukcesu komercyjnego i grupa rozpadła się, po czym Kip Winger rozpoczął karierę solową.
W 2002 roku zespół reaktywował się, odbywając wspólną trasę koncertową z Poison. Następnie muzycy powrócili do studia, rozpoczynając prace nad nowym albumem studyjnym, który pod nazwą IV ukazał się w 2006 roku. Promująca go trasa została zarejestrowana na dwupłytowym albumie Winger Live. Kolejne dwa albumy studyjne ukazały się w 2009 (Karma) i 2014 (Better Days Comin') roku.

## Skład zespołu
- Kip Winger – wokal, gitara basowa, gitara akustyczna, instrumenty klawiszowe
- Reb Beach – gitara prowadząca, harmonijka, instrumenty klawiszowe, wokal wspierający
- Rod Morgenstein – perkusja, instrumenty klawiszowe, fortepian
- Paul Taylor – instrumenty klawiszowe, gitara prowadząca, wokal wspierający
- John Roth – gitara prowadząca, gitara basowa, instrumenty klawiszowe, wokal wspierający

## Dyskografia
- Winger (1988)
- In the Heart of the Young (1990)
- Pull (1993)
- IV (2006)
- Winger Live (koncertowy, 2007)
- Karma (2009)
- Better Days Comin' (2014)